# 오호정
오호정(大穂町)은 이바라키현 쓰쿠바군에 속했던 정이다. 1987년 11월 30일에 야타베정, 도요사토정, 사쿠라촌과 3정 1촌을 합병해  소멸하였다.

## 역사
- 1889년 4월 1일 - 정촌제 시행으로 니하리군 오호촌(大穂村)이 성립하였다.
- 1896년 3월 29일 - 쓰쿠바군이 성립하여, 쓰쿠바군 오호촌이 되었다.
- 1953년 4월 1일 - 정으로 승격해 오호정(大穂町)이 되었다.
- 1955년 4월 1일 - 쓰쿠바군 아사히촌의 일부를 편입하였다.
- 1956년 9월 30일 - 요시누마촌의 일부를 편입하였다..
- 1987년 11월 30일 - 쓰쿠바군 야타베정, 도요사토정, 니하리군 사쿠라촌과 합병하여 쓰쿠바시가 성립하여. 동일 오호정은 폐지되었다.

## 교통

### 도로
- 국도 제408호선